# Slatina nad Zdobnicí
Pour les articles homonymes, voir Slatina.
Slatina nad Zdobnicí (en allemand : Moorwies) est une commune du district de Rychnov nad Kněžnou, dans la région de Hradec Králové, en Tchéquie. Sa population s'élevait à 846 habitants en 2022.

## Géographie
Slatina nad Zdobnicí se trouve à 8 km à l'est-nord-est de Vamberk, à 10 km au sud-est de Rychnov nad Kněžnou, à 42 km à l'est-sud-est de Hradec Králové et à 141 km à l'est de Prague.
La commune est limitée par Javornice au nord, par Pěčín à l'est, par Kameničná, Helvíkovice et Záchlumí au sud, et par Rybná nad Zdobnicí et Jahodov à l'ouest.

## Histoire
La première mention écrite de la localité date de 1359.

## Transports
Par la route, Slatina nad Zdobnicí se trouve à 11 km de Rychnov nad Kněžnou, à 49 km de Hradec Králové et à 167 km de Prague. 